# بلاكككلنزمن
بلاكككلنزمن (بالإنجليزية: BlacKkKlansman)‏ هو فيلم سيرة ودراما أمريكي صدر في 2018. من إخراج سبايك لي وكتابة لي وتشارلي واتشيل وديفيد ربينويتس وكيفن ويلموت ، مقتبس من مذكرات بلاك كلسمان لصاحبها رون ستالورث. الفيلم من بطولة جون ديفيد واشنطن وآدم درايفر ولورا هارير وتوفر غريس. أحداثه تقع في سبعينات القرن العشرين في كلورادو سبرينغس، وتتبع أول محقق أسود في شرطة المدينة أثناء محاولته أختراق وفضح الفرع المحلي من منظمة كو كلوكس كلان.
عرض الفيلم لأول مرة في مهرجان كان السينمائي 2018 بتاريخ 14 مايو 2018، حيث تنافس على السعفة الذهبية وربح الجائزة الكبرى. صدر الفيلم في دور عرض الولايات المتحدة بتاريخ 10 أغسطس 2018، تزامنناً مع مرور الذكرى السنوية الأولى لاحتجاجات شارلوتسفيل. تلقى الفيلم إشادة كبيرة من النقاد الذين مدحوا التمثيل وعلاقة موضوعه بالوقت المعاصر.

## روابط خارجية
- بلاكككلنزمن على موقع IMDb (الإنجليزية)
- بلاكككلنزمن على موقع ميتاكريتيك (الإنجليزية)
- بلاكككلنزمن على موقع روتن توميتوز (الإنجليزية)
- بلاكككلنزمن على موقع ألو سيني (الفرنسية)
- بلاكككلنزمن على موقع Turner Classic Movies (الإنجليزية)
- بلاكككلنزمن على موقع أول موفي (الإنجليزية)
- بلاكككلنزمن على موقع بوكس أوفيس موجو (الإنجليزية)
- بلاكككلنزمن على موقع فيلمافينيتي (الإسبانية)
- بلاكككلنزمن على موقع قاعدة بيانات الفيلم (الإنجليزية)
- بلاكككلنزمن على موقع ليتربوكسد (الإنجليزية)